# 南部道楽フェスティバル
南部道楽フェスティバル（なんぶどうらくフェスティバル）は、青森県八戸市で、毎年9月最終週の土曜日と日曜日の週末に行われていた祭である。同時開催の「ボランティアフェスティバル」についても後半で紹介する。

## 歴史
- 2001年に『南部道楽千年祭』（なんぶどうらくせんねんさい）として10月の体育の日を含む連休に設立。八戸市役所前の広場「通称お祭り広場」と中心街の大通りを歩行者天国にして様ざまな行事を披露した。[1]
- 2001年から2006年にかけては、10月の体育の日を含む連休（土曜日から月曜日にかけて）行なわれていたが、2007年から、9月最終週の週末に日程を早める。また、途中から「南部道楽フェスティバル」に名称を変更した。同時に「ボランティアフェスティバル」、八戸市公開堂で行なわれる「八戸健康まつり（2日目の日曜日のみ）」と同日に行なわれる形となった。
- 2010年は、中心街会場では「はちのへホコテン（5月から10月にかけて（7月は開催無し）の最終日曜日に開催）」と同時開催となった。この2010年の開催で南部道楽フェスティバルとしての開催は終了となる。
- 2011年以降は音楽イベント「ミュージックレビュー八戸」として9月最終日曜日に八戸市中心街でのコンサート、ライブに移行した。

## ボランティアフェスティバル
- 正式名称は『ボランティア･市民活動フェスティバル』（ボランティアしみんかつどうフェスティバル）。この南部道楽の設立に合わせる形で2000年まで八戸市民センター（福祉センター、福祉体育館、児童科学館などがある施設）で行なわれていた「福祉展」の機能を引き継いでいる。福祉展時代は自閉症やアスペルガー症候群などといった難病について理解を深めてもらうためのパネル展示もあった。
- このボランティアフェスティバルは、福祉施設の作品を展示したり、展示即売などをしたりしている。コンセプトは「障害者が働くまち」で、このほかにもこういった福祉施設の展示即売会を定期的に行う施設もある。[2]
- 2011年以降もこの行事は継続している。

## 関連行事
- 八戸三社大祭-8月2日（中日）から8月4日（後夜祭）にかけての後半の3日間、八戸市庁前がお祭り広場になる。[3]